# Mezzettia
Mezzettia là một chi thực vật thuộc họ Annonaceae.

## Phân bố
Quần đảo Andaman, Borneo và Malaysia bán đảo.

## Các loài
Chi này có 4 loài như sau:
- Mezzettia havilandii (Boerl.) Ridl., 1913
- Mezzettia macrocarpa Heyden & Kessler, 1990
- Mezzettia parviflora Becc., 1871 (đồng nghĩa: Mezzettia herveyana Oliv., 1887)
- Mezzettia umbellata Becc., 1871